# Prärogativ
Ein Prärogativ (lat. praerogativa = Vorrecht) ist ein ausschließliches Recht, das von einer Regierung oder einem Staat verliehen und einer Einzelperson oder Gruppe übertragen wird und dessen Inhalt von den Rechten getrennt ist, die nach dem allgemeinen Recht gelten. Ein Prärogativ ermöglicht außerordentliche, meist exekutivische Handlungsspielräume. Mindestens drei Hauptbereiche lassen sich unterscheiden: erstens Notstand- und Ausnahmerecht, zweitens strategische oder planende Staatskunst, die Fähigkeit zu langfristigen, kohärenten, proaktiven Steuerung jenseits des Tagesgeschäfts und drittens symbolische politische Führungsentscheidung.

## Absolute Monarchie
Im Absolutismus besitzt der Monarch allein die Herrschaftsgewalt, ohne an die Mitwirkung oder Zustimmung anderer politischer Körperschaften (Stände oder Parlament) gebunden zu sein (princeps legibus solutus).

## Konstitutionelle Monarchie
In der konstitutionellen Monarchien ist die Herrschaftsgewalt durch eine Verfassung eingeschränkt. Die Staatsgewalt ist zwar geteilt (Gewaltenteilung), dem Monarchen bleiben aber starke Vorbehaltsrechte (Prärogative) gegenüber Parlament und Gerichten, etwa in Gestalt der Machtsprüche und Kabinettsjustiz.
Prärogativen bestanden in vielen europäischen Monarchien teils bis ins 20. Jahrhundert. Im engeren und eigentlichen Sinn werden unter fürstlichen Prärogativen diejenigen Rechte verstanden, welche der Landesherrscher in konstitutionellen Monarchien gegenüber den Stände- oder Volksvertretungen hatte und in denen diese kein Mitwirkungsrecht besaßen. Dazu gehörten das Recht zur Einberufung, Eröffnung und Schließung oder Vertagung der Kammern sowie die Bestimmungen über die Dauer der Sitzungsperiode. Nach den meisten Verfassungsurkunden konnte der Monarch die Ständeversammlung sogar vor Ablauf der gesetzlichen Legislaturperiode auflösen und Neuwahlen veranlassen.
Der Monarch hatte den Ständen gegenüber das Recht der Initiative, das heißt das Recht, den Kammern Gesetzesvorlagen zu machen. Er hatte ferner das Recht der Sanktion der Kammerbeschlüsse, verbunden mit der Befugnis der Publikation der hierdurch zum Gesetz erhobenen Beschlüsse der Volksvertretung, wie er denn auch diesen Beschlüssen durch sein Veto die Wirksamkeit versagen konnte.
Bei John Locke (1689) ist die Prärogative die „Macht, ohne Vorschrift des Gesetzes, zuweilen sogar gegen das Gesetz, nach eigener Entscheidung für das öffentliche Wohl zu sorgen“ (Two Treatises of Government, Zwei Abhandlungen über die Regierung II § 160).
Beispielsweise hatte der Kaiser in der Verfassung für das Deutsche Reich von 1871 einige erhebliche Prärogative. Seine Vorrechte schränkten das Mitwirkungsrecht des Reichstags stark ein. Zu den Vorrechten des deutschen Kaisers zählten:
- der Oberbefehl über die Armee
- die Entscheidung über Krieg und Frieden
- die Repräsentation Deutschlands nach außen
- die Führung der Außenpolitik
- die Ernennung des Reichskanzlers

## Parlamentarische Republik in Deutschland

### Weimarer Republik
Die Parlamentarisierung des Deutschen Reiches, das heißt die Bewegung, die dazu führte, dass der Reichstag im Mittelpunkt der Macht stand, begann mit den Oktoberreformen 1918. Danach war der Reichskanzler dem Reichstag verantwortlich. Zur Volkssouveränität kam es dann mit der Weimarer Verfassung von 1919, wo allen Männern und Frauen das allgemeine, gleiche und geheime Wahlrecht zugestanden und in Art. 109 sämtliche fürstlichen Prärogative abgeschafft wurden.
In der Weimarer Republik war die wichtigste prärogative Machtquelle Artikel 48 der Verfassung (Notverordnung), der dem Reichspräsidenten weitreichende Notverordnungsbefugnisse verlieh. Damit konnte er Grundrechte außer Kraft setzen, Gesetze umgehen und ohne parlamentarische Zustimmung handeln. Diese Kompetenz wurde vor allem in Krisenzeiten – etwa während der Ruhrbesetzung 1923 oder der Weltwirtschaftskrise ab 1929 – vielfach genutzt. Ab 1930 regierten Präsidialkabinette zunehmend per Notverordnung, obwohl ihnen die parlamentarische Mehrheit fehlte. Der Reichstag wurde mehrfach aufgelöst, wodurch demokratische Kontrolle faktisch ausgehebelt wurde. Der Reichspräsident konnte außerdem die Reichswehr zur inneren Ordnung einsetzen – ein weiteres prärogatives Mittel. Ein besonders gravierender Fall war der sogenannte Preußenschlag 1932, bei dem die Reichsregierung eine gewählte Landesregierung durch Zwangsverwaltung ersetzte. Diese Maßnahmen wurden zwar formal auf Artikel 48 gestützt, aber oft gegen den Geist der Verfassung angewandt. Die Prärogative entwickelten sich damit von kurzfristigen Krisenmaßnahmen zu strategischer, dauerhafter Exekutivdominanz. Letztlich trugen sie entscheidend zum Niedergang der parlamentarischen Demokratie und zur Errichtung der NS-Diktatur bei.

### Bundesrepublik
In einer parlamentarischen Republik wie der Bundesrepublik Deutschland geht alle Staatsgewalt vom Volk aus (Art. 20 Abs. 2 GG). Gem. Art. 20 Abs. 3 GG ist die Gesetzgebung an die verfassungsmäßige Ordnung, die vollziehende Gewalt und die Rechtsprechung sind an Gesetz und Recht gebunden. Nach dem Prinzip vom Vorrang des Gesetzes ist alle Staatsgewalt rechtlich gebunden, rechtsfreie Räume darf es nicht geben.
Erhalten geblieben ist jedoch das Gnadenrecht des Bundespräsidenten (Art. 60 Abs. 2 GG), der einzelne strafrechtliche Sanktionen nach freiem politischem Ermessen beseitigen kann.
Als im Spätsommer 2015 tausende Flüchtlinge an der ungarisch-österreichischen Grenze festsaßen, entschied die Bundeskanzlerin Angela Merkel in Abstimmung mit Österreich am 4./5. September 2015, die Grenze für sie zu öffnen, ohne vorherige Zustimmung des Bundestags oder ein formales Gesetz. Diese Entscheidung stütze sich auf das humanitäre Ermessen, war aber rechtlich nicht eindeutig gedeckt, das Dublin-Verfahren wurde de facto ausgesetzt. In der Anfangsphase der Coronapandemie trafen Bund und Länder umfangreiche Maßnahmen per Rechtsverordnung, gestützt auf das Infektionsschutzgesetz, aber ohne Parlamentsbeteiligung bei einzelnen Maßnahmen, wie zum Beispiel Ausgangssperren oder Schulschließungen. Erst später reagierte der Bundestag mit Gesetzesnovellen, (z. B. §28bIfSG) und versuchte, die Kontrolle zurückzugewinnen.

## Prärogative-Diskussionen in der Gegenwart
Das Thema stärkerer Prärogative wird auch heute in der Politikwissenschaft diskutiert, gerade im Kontext globaler Krisen (Klimawandel, Pandemien, Sicherheitsbedrohungen), in denen demokratische Systeme als langsam oder blockiert erscheinen. Einige Politologen und Historiker greifen diesen Diskurs auf, wobei die Ansichten zwischen Warnung vor autoritären Tendenzen und der Forderung nach gezielten Ausweitungen exekutiver Handlungsspielräume schwanken.
Die Pro-Argumente umfassen die Notwendigkeit strategischer Steuerung, Reaktion auf globale Krisen, Verhinderung politischer Paralyse, während die Contra-Argumente die Gefahr exekutiver Selbstermächtigung, Aushöhlung demokratischer Kontrolle und Präzedenzfälle für Autoritarismus behandeln. Die Debatte läuft oft unter Begriffen wie „Exekutivföderalismus“, „Notstandsbefugnisse“, „strategic capacity“ oder „governance resilience“.
Helmut Willke argumentiert für „organisierte Verantwortung“: Demokratien müssen mit Komplexität umgehen können und benötigen dazu verstärkte Steuerungsfähigkeit, was implizit stärkere exekutive Handlungsmöglichkeiten bedeuten kann, ohne die demokratische Legitimation auszuhöhlen. Willke beschreibt die Notwendigkeit, dass Staaten „Governance-Kompetenz“ aufbauen – das heißt: strategische, wissensbasierte Steuerungskompetenz, die über klassische Legislative/Exekutive hinausgeht. Demokratien benötigen, organisierte Verantwortung und lernfähige Systeme, nicht autoritäre Steuerung. Trotzdem wird implizit eine Stärkung der Exekutive als notwendig gesehen, etwa in der Form koordinierter Entscheidungskompetenz in transnationalen Politikfeldern (EU, Klima, Finanzen).
Herfried Münkler hat sich in mehreren seiner Werke mit Fragen von Staatsgewalt, Souveränität und strategischer Handlungsfähigkeit in modernen Demokratien beschäftigt. Er plädiert nicht direkt für eine klassische Prärogative im Sinne Carl Schmitts, aber seine Analysen deuten in mehreren Punkten auf die Notwendigkeit erweiterter strategischer Handlungsspielräume hin. Münkler fordert eine „Risikopolitik“, die flexibel, antizipierend und unter Unsicherheit entscheidungsfähig bleibt. Er argumentiert für die Stärkung exekutiver Entscheidungsräume in bestimmten Situationen, jedoch eingebettet in legitimierende Prozesse und nachgelagerte Kontrolle.
Jan-Werner Müller warnt in seinen Arbeiten eindringlich vor Machtverschiebungen zugunsten der Exekutive unter dem Vorwand der Effizienz. Er erkennt aber an, dass Demokratie strategiefähiger werden muss – jedoch durch deliberative Verfahren, nicht durch mehr Prärogativen.
Yascha Mounk setzt sich mit der Krise der liberalen Demokratie auseinander. Er sieht in der Langsamkeit und Ineffizienz demokratischer Systeme eine Gefahr für deren Akzeptanz – plädiert aber nicht direkt für Prärogativen, sondern für institutionelle Reformen, etwa effizientere Parlamente, stärkere Rolle des technokratischen Wissens.
Adam Tooze analysiert in seinen Werken die Rolle von Notfallentscheidungen in Finanz- und Gesundheitskrisen. Er betont, dass moderne Demokratien faktisch bereits Notstandsmaßnahmen durch Exekutiven durchführen (z. B. Zentralbanken, Regierungserlasse) – fordert mehr Transparenz und Kontrolle, aber auch strategische Exekutivkapazität.
Obwohl Carl Schmitt ein umstrittener Denker des autoritären Staates war, wird seine Theorie des Ausnahmezustands in aktuellen Debatten rezipiert – nicht als Norm, aber als Warnung oder Impuls zur Reflexion über exekutive Macht. Schmitt beschreibt die Idee, dass sich Staatsmacht nicht im Normalfall, sondern im Ausnahmezustand zeigt. Viele moderne Theoretiker nehmen Bezug auf Schmitt, um zu diskutieren, ob und wie Demokratien rechtsstaatlich abgesichert mit Ausnahmebefugnissen umgehen können.
John Keane erkennt die Herausforderungen der Komplexität und Geschwindigkeit politischer Entscheidungen in globalisierten Demokratien an. Er spricht von „Monitory Democracy“ (überwachende Demokratie), in der neue Formen der Machtkontrolle nötig sind. Er warnt vor exekutiver Prärogative, erkennt aber an, dass Demokratien flexiblere Entscheidungsstrukturen brauchen, etwa über unabhängige Institutionen, temporäre Mandate, Expertenräte.

## Moderne Staaten mit Prärogativformen
Heute existieren Staaten, in denen verstärkte exekutive Handlungsfähigkeit im Sinne einer strategischeren, schnelleren und teilweise prärogativen Entscheidungsweise ansatzweise realisiert wurde, besonders im Kontext von Krisen, technokratischer Regierungsführung oder geopolitischem Wettbewerb. Diese Modelle reichen von liberal-demokratischen bis hin zu hybriden Systemen. In allen Fällen besteht das Spannungsfeld zwischen Effizienz und demokratischer Kontrolle – das Zentrum der Debatten von Keane, Willke, Münkler u. a.

### Frankreich (fünfte Republik)
Frankreich hat als institutionelle Grundlage ein präsidentielles Regierungssystem mit starkem Präsidenten konzipiert. Als exekutive Handlungsspielräume kann der Präsident durch ordonnances (Verordnungen) schnell regieren, das Parlament ist relativ schwach. In Krisenzeiten (z. B. Terror, Pandemie) konnte der Präsident rasch Maßnahmen ergreifen, etwa im Ausnahmezustand nach den Anschlägen 2015. Frankreich zeigt in dieser Form ein „legales Prärogativmodell“, das demokratisch eingebettet ist, aber klar exekutiv geprägt ist.
Ergänzend zu den Prärogativen des Präsidenten gibt es in Frankreich ein prärogatives Kollegialorgan außerhalb der klassischen Gewaltenteilung: Der Conseil de défense et de sécurité nationale (CDSN) ist ein geheim tagendes, enges Regierungsgremium unter Vorsitz des Präsidenten. Mitglieder sind: Premierminister, Verteidigungs-, Innen-, Außen- und Wirtschaftsminister, Generalstabschef, Geheimdienstleiter. Er existiert seit 1959 unter Charles de Gaulle und wurde unter Nicolas Sarkozy und Emmanuel Macron ausgebaut. Ab März 2020 entschied der Conseil de défense regelmäßig über Maßnahmen zur Pandemiebekämpfung – Ausgangssperren, Impfstrategien, Wirtschaftshilfen – ohne formelle Beteiligung des Parlaments. Entscheidungen wurden nachträglich legitimiert durch Dekrete oder Ausnahmeregeln.

### Großbritannien
Das Vereinigte Königreich verfügt über eine verfassungsrechtlich flexible Monarchie: Diese hat keine kodifizierte Verfassung, daher breite exekutive Ermessensspielräume (Royal Prerogative). Premierminister können außenpolitisch und bei Notständen weitgehend eigenständig handeln. Beispiele sind Tony Blair beim Irakkrieg 2003 (ohne Parlamentsbeschluss), Boris Johnson beim Brexit (Prorogation des Parlaments 2019 – rechtlich heikel). Das britische System erlaubt faktisch exekutive Prärogativen, stößt aber zunehmend auf juristische und zivilgesellschaftliche Gegenreaktionen.

### Schweiz
Der Bundesrat (siebenköpfige Kollegialregierung) entscheidet gemeinsam – auch in Ausnahmefällen (z. B. Corona-Verordnungen) – prärogativ, aber als Gremium. Die Entscheidungskompetenz beschränkt sich dabei auf klar umgrenzte, zeitlich beschränkte Ausnahmefälle wie Gesundheitsnotfälle, Energieversorgungskrisen, Wirtschaftskrisen/Finanzstabilität, innere und äußere Sicherheit sowie außenpolitische Sofortmaßnahmen. Die Maßnahmen unterliegen richterlicher Kontrolle und können parlamentarisch oder per Referendum rückgängig gemacht werden.

### USA
Die Vereinigten Staaten sind durch eine starke Exekutive durch präsidentielle Struktur geprägt. In Krisen (z. B. 9/11, Covid-19) nutzt der Präsident „emergency powers“, teilweise ohne parlamentarische Zustimmung. In verstärktem Ausmaß zeigt sich Politik durch Dekrete in der zweiten Amtszeit von Donald Trump. Die USA zeigen, wie exekutive Macht durch Krisen ausgeweitet wird, oft dauerhaft. Gleichzeitig bestehen starke Checks and Balances durch Gerichte und Medien.

### Europäische Union
Die Europäische Union besitzt eine nicht staatliche, aber supranationale Exekutive mit teilweise exekutiver Handlungsfähigkeit im Sinne Münklers oder Willkes, aber legitimationspolitisch fraglich. In der Finanzkrise, Pandemie oder beim European Green Deal agierte die Kommission exekutiv stark, z. B. durch Notfallfonds und Beihilferegelungen. Als Beispiel dient das „Next Generation EU“-Programm (Wiederaufbaufonds (EU)) – ein fiskalpolitischer Kraftakt mit geringem parlamentarischen Einfluss.